# التماس برای هدایت
التماس برای هدایت (به انگلیسی: Beggin for Thread)، ترانه‌ای از خواننده آمریکایی بنکس، چهارمین آهنگ در اولین آلبوم استدیویی او به نام الهه است که در ۲۲ ژوئیه ۲۰۱۴ توسط هاروست ریکوردز منتشر شد. التماس برای هدایت، پس از انتشارش موفقیت زیادی در نمودار کسب کرد. در جدول ترانه‌های آلترناتیو مجلهٔ بیلبورد ایالات متحده یازدهمین آهنگ شد. در سطح جهانی در آلمان و استرالیا به ترتیب رتبه ۶۴ و ۸۰ را کسب کرد.

## موزیک ویدیو
موزیک ویدیو این ترانه در ۲۹ ژوئیه ۲۰۱۴ منتشر شد. در آن بانک را در پس زمینه سیاه و سقید به تصور می‌کشد که در حال رقص است.

## تاریخ انتشار
| کشور         | تاریخ           | فرمت            | لیبل   | Ref.  |
| ------------ | --------------- | --------------- | ------ | ----- |
| ایرلند       | ۲۲ ژوئیه ۲۰۱۴   | دانلود دیجیتال  | EMI    | [ ۴ ] |
| بریتانیا     | ۲۲ ژوئیه ۲۰۱۴   | دانلود دیجیتال  | EMI    | [ ۵ ] |
| ایالات متحده | ۱۶ سپتامبر ۲۰۱۴ | آلترناتیو رادیو | هاروست | [ ۶ ] |